# František Doubravský
František Doubravský (7. února 1790 Lomnice nad Popelkou – 28. dubna 1867 tamtéž) byl český hudební skladatel, sbormistr a varhaník.

## Život

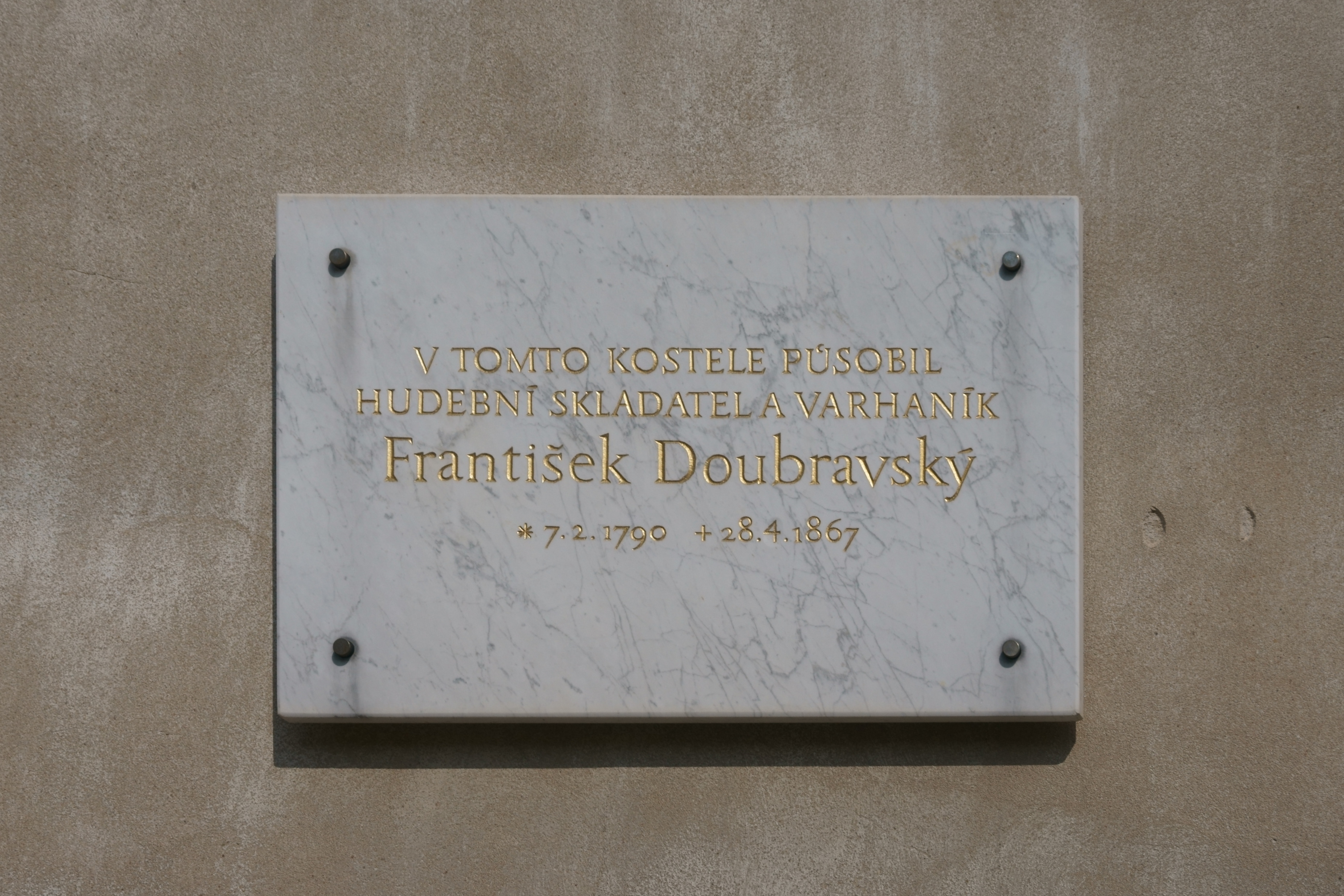
Pamětní deska na kostele sv. Mikuláše v Lomnici nad Popelkou

Narodil se v rodině Ferdinanda Doubravského, který působil v Lomnici nad Popelkou jako učitel, varhaník, hudební skladatel a regenschori. Byl známým tvůrcem především pastorel, které jsou i v současnosti zařazovány do programů vánočních koncertů. František se stejně jako otec stal učitelem. Krátce působil v Mladé Boleslavi, ale již v roce 1820 byl ustanoven varhaníkem v kostele sv. Mikuláše v Lomnici nad Popelkou a po smrti svého otce ředitelem kůru. V roce 1862 založil pěvecký sbor Bořivoj a stal se jeho prvním sbormistrem. Toto pěvecké těleso působí bez přerušení činnosti dodnes.
Význam Doubravského v kontextu české hudby 19. století není dosud doceněn. Jeho dílo, přestože má převážně duchovní ráz, hýří hudebními nápady i českou melodikou, takže je dobře přístupné širokému okruhu posluchačů. Současně je dokladem o silně rozvité hudebnosti i na malých českých městech té doby.
O tom, že Doubravský nebyl pouze skladatel lokálního významu svědčí, že jeho skladby byly nalezeny nejen ve východních Čechách, ale i na Moravě (Kroměříž, Zábřeh, Vyškov).
O odkaz skladatele se stará Společnost Františka Doubravského, která byla založena v září roku 2004 a pracuje jako klub Kulturního a informačního střediska města Lomnice nad Popelkou spolu s komorním souborem Collegium musicum Český ráj. V roce 1996 byly objeveny v soukromé sbírce neznámé rukopisy autorových skladeb, které od té doby uvádí v novodobých premiérách. Byly vydány již 4 kompaktní disky nahrávek Doubravského skladeb.
Syn Františka Doubravského Petr byl sólistou (basbaryton) opery Prozatímního divadla a zpíval pod taktovkou Bedřicha Smetany sólové role mj. při premiérách jeho oper Braniboři v Čechách a Prodaná nevěsta.

## Dílo
Skladatelská činnost Františka Doubravského je značně rozsáhlá a sahá od drobných skladeb až k rozsáhlým mším a symfoniím. Pozoruhodné je, že ač byl jistě fundovaným varhaníkem, nesložil žádnou skladbu pro sólové varhany.
Pro svou potřebu si průběžně pořizoval seznam svých skladeb, který nazval: „Poznamenání muzikálijí, jenž pro chrám Páně a jinou potřebu smyslel a sepsal František Doubravský, učitel a spolu řiditel Choru v Lomnici“.
Seznam má 10 oddílů, největší počet skladeb tvoří díla duchovní:
- Mše (73 záznamů)
- Salve Regina, Alma, Ave Regina, Regina coeli, Rorate, Stabat Mater apod. (50)
- Graduale, árie (44)
- Litanie, Vesperae, Invitatoria aj. (33)
- Veni sancte Spiritus
- Te Deum laudamus apod. (23)
- Stationes etc. (17)
- Requiem (13)
- Offertoria (10).

Dalších 20 děl jsou skladby světského charakteru: symfonie, koncert pro housle a orchestr, nokturna, dueta, terzetto, kvartety, serenády i skladby taneční (polky).
První dvě skladby pocházejí z roku 1812 (Litanie pro soprán, alt, tenor, bas, dvoje housle, dva lesní rohy a varhany a Salve Regina pro zpěv s průvodem varhan). První mše vznikla v roce 1813. Poslední, v Poznamenání zapsaná díla byla vytvořena v roce 1867, který je rokem skladatelova úmrtí. Jsou to: Missa brevis D dur, Missa vocal, Invitator (český) a Zpěvy velkopáteční Es-dur.